# 1微米制程
1 µm制程是半导体制造制程的一个水平，大约于1985年至1986年左右达成。 这一制程由当时领先的半导体公司如英特尔和IBM所完成。这是第一个以CMOS为主的制程。

## 具有1微米制程的产品
- 于1985年推出的Intel 80386CPU使用这个制程。[1]